# Mikola Azarov
Mikola Ianovici Azarov (în ucraineană Мико́ла Я́нович Аза́ров, numele la naștere Nikolai Ivanovici Pahlo) (n. 17 decembrie 1947, Kaluga, Rusia) este un politician ucrainean de origine rusă-estonă, președintele „Partidului Regiunilor” din Ucraina, prim ministru al Ucrainei între martie 2010 - ianuarie 2014. Azarov a fost între anii 2002-2005 și 2006-2007 viceprim-ministru și ministru de finanțe în cabinete conduse de Viktor Ianukovici. Din decembrie 2003 și până în ianuarie 2004 a fost locțiitor al primului ministru. În urma victoriei lui Viktor Ianukovici la alegerile prezidențiale din anul 2010, Azarov l-a înlocuit pe acesta la conducerea Partidului Regiunilor și a fost numit prim ministru. Azarov este, ca profesie de bază, inginer geolog, cu titlul de doctor în științe, profesor universitar din anul 1991 la Universitatea Tehnică Națională din Donețk. Între anii 1996-2002 a stat la conducerea Oficiului de impozite al Ucrainei.
Azarov s-a născut la Kaluga, în Rusia, ca fiu al lui Jan Robertovici Pahlo, inginer minier de origine estonă, originar din Regiunea Jõgeva, și al Iekaterinei Kvasnikova, de origine rusă. Deoarece în ziua nașterii sale, părinții nu erau încă căsătoriți oficial, copilul a primit numele de familie al bunicii materne, Azarov. El a fost crescut de aceasta bunica în comuna ei, Azarovo. După alte surse, numele Azarov ar proveni de la numele rusesc de fată al soției, sale Liudmila Azarova.
Azarov a fost un elev eminent și a terminat liceul cu o medalie de argint. Apoi a studiat geologia-geofizică la Universitatea din Moscova. În anul 1971 a terminat acolo doctoratul în geologie și mineralogie. A lucrat apoi ca inginer în compania de exploatare a cărbunilor din Tula în Rusia. În anii 1976-1984 a lucrat în secția de cercetare și planificare de construcții a Institutului ce cercetare a cărbunilor  din orașul Novomoskovsk, în Regiunea Tula. 
La 21 noiembrie 2013 guvernul Azarov a suspendat prepararea unui acord de asociere între Ucraina și Uniunea Europeană, decizie care a declanșat ulterior demonstrațiile de protest de masă cunoscute sub numele de „Euromaidan”. În urma acestor demonstratii în ianuarie 2014 Azarov și-a prezentat demisia. La 29 martie 2014 la un congres al Partidului Regiunilor, el a fost exclus din partid. 
La 3 august 2015, în exil la Moscova, Azarov a anunțat crearea unui Comitet de Salvare a Ucrainei sub conducerea lui Volodimir Olinik și a sa. 
Comitetul, care se distanța de fostul președinte Viktor Ianukovici, se opune vehement regimului președintelui Petro Poroșenko, pe care își propune să-l înlocuiască.
Din iulie 2014 Azarov a fost pus pe o listă internațională de persoane urmărite penal pentru abuz de putere. La 19 ianuarie 2015 tribunalul districtual al raionului Pecersk din Kiev a emis un mandat de arestare ca masura preventivă pentru a se facilita extrădarea lui Azarov de către Federația Rusă.Azarov a fost supus la sancțiuni internationale de către SUA, Uniunea Europeană, Canada și Elveția.
La 12 ianuarie 2015 Interpolul a anunțat ca l-a pus în urmărire alături de ex-președintele Ucrainei, Viktor Ianukovici și fostul ministru de finanțe Iuri Kolobov sub acuzații de deturnare de fonduri și înșelatorie.  
În septembrie 2016 Curtea Uniunii Europene a anulat înghețarea bunurilor sale.

## Cărți
- 2017 - Уроки майдана. Украина после переворота (Lecțiile Maidanului. Ucraina după lovitura de stat)
- 2017 - Судьбу не выбирают (Soarta nu ți-o alegi), roman istoric în două volume